# فرودگاه بین‌المللی هونگشان تونکسی
فرودگاه بین‌المللی هونگشان تونکسی (به انگلیسی: Huangshan Tunxi International Airport) یک فرودگاه همگانی با کد یاتا TXN است . این فرودگاه در کشور چین قرار دارد .

## شرکت‌های هواپیمایی و مقصدهای پروازی
| شرکت‌های هواپیمایی      | مقصدهای پروازی                    |
| ---------------------- | --------------------------------- |
| ایر چاینا              | پکن                               |
| هواپیمایی شرقی چین     | شانگهای هونگچیائو، تیانجین بینهای |
| China Express Airlines | آرکسان، هوهوت بایتا               |
| چاینا یونایتد ایرلاینز | پکن نانیوان، هایلار دنگشان        |
| تیانجین ایرلاینز       | هوهوت بایتا                       |